# ایگور گامولا
ایگور گامولا (روسی: Игорь Васильевич Гамула؛ ۱۷ فوریهٔ ۱۹۶۰ – ۸ دسامبر ۲۰۲۱) بازیکن فوتبال اهل اتحاد جماهیر شوروی سوسیالیستی بود.
از باشگاه‌هایی که در آن بازی کرده‌است می‌توان به باشگاه فوتبال زوریا لوهانسک، باشگاه فوتبال زسکا روستوف-نا-دونو، و باشگاه فوتبال روستوف اشاره کرد.